# جیمز کاپریلیان
جیمز کاپریلیان ( انگلیسی: James Kaprielian؛ زادهٔ ۲ مارس ۱۹۹۴) بازیکن بیس‌بال در پست پیچر ارمنی‌تبار اهل ایالات متحده آمریکا است.

## باشگاهی
از باشگاه‌هایی که وی در آن بازی کرده است می‌توان به اوکلند آتلتیکس اشاره کرد.

## زندگی‌نامه
وی در مارس ۱۹۹۴ در لاگونا هیلز، کالیفرنیا به دنیا آمد و از دانشگاه کالیفرنیا، لس آنجلس فارغ‌التحصیل گشت..